# Sceloporus anahuacus
Sceloporus anahuacus là một loài thằn lằn trong họ Phrynosomatidae. Loài này được Lara-Gongora mô tả khoa học đầu tiên năm 1983.